# Agonocryptus mulleus
Agonocryptus mulleus är en stekelart som beskrevs av Gupta 1982. Agonocryptus mulleus ingår i släktet Agonocryptus och familjen brokparasitsteklar. Inga underarter finns listade i Catalogue of Life.